# Internationaler Militärgerichtshof

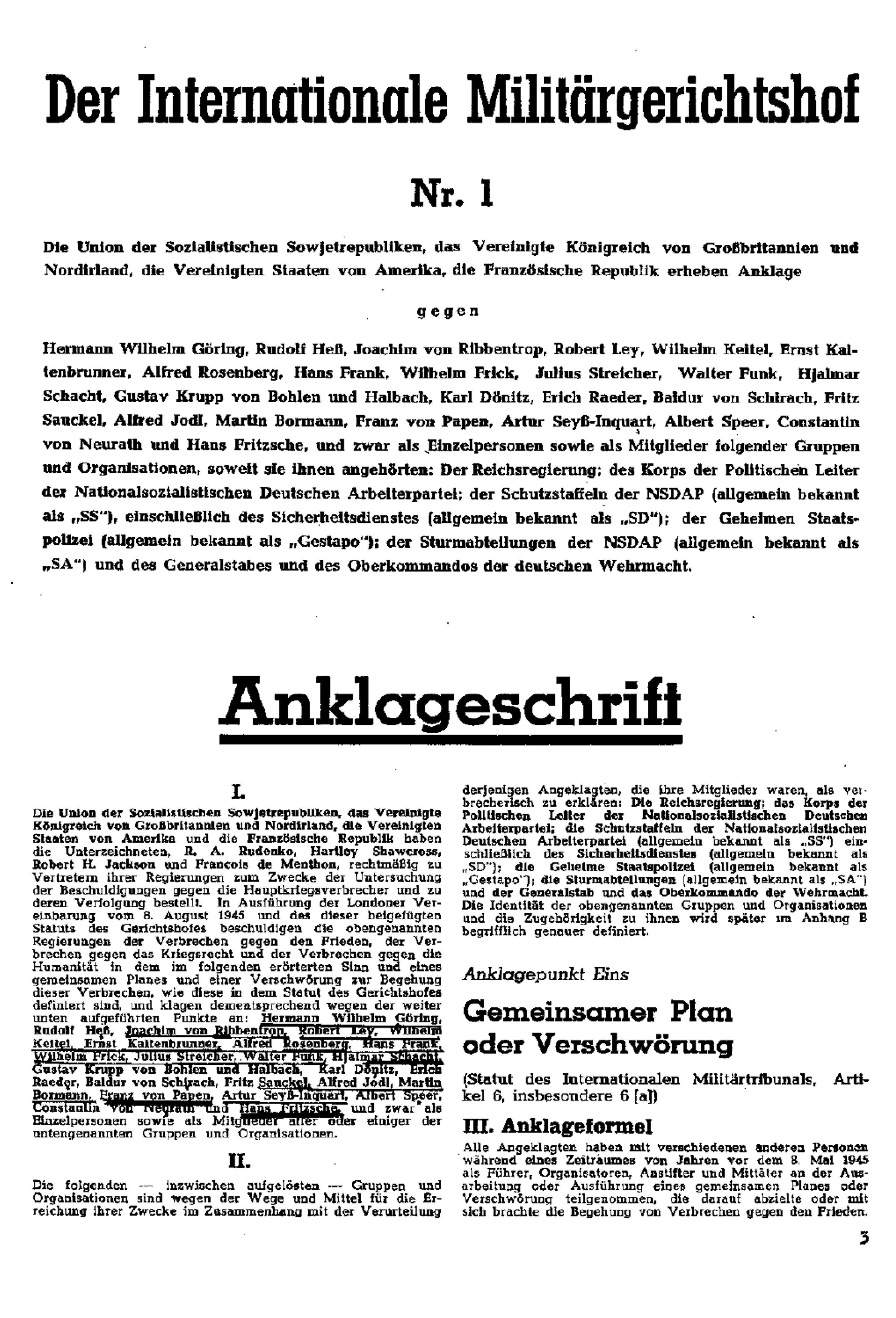
Internationaler Militärgerichtshof – Anklageschrift (1945)

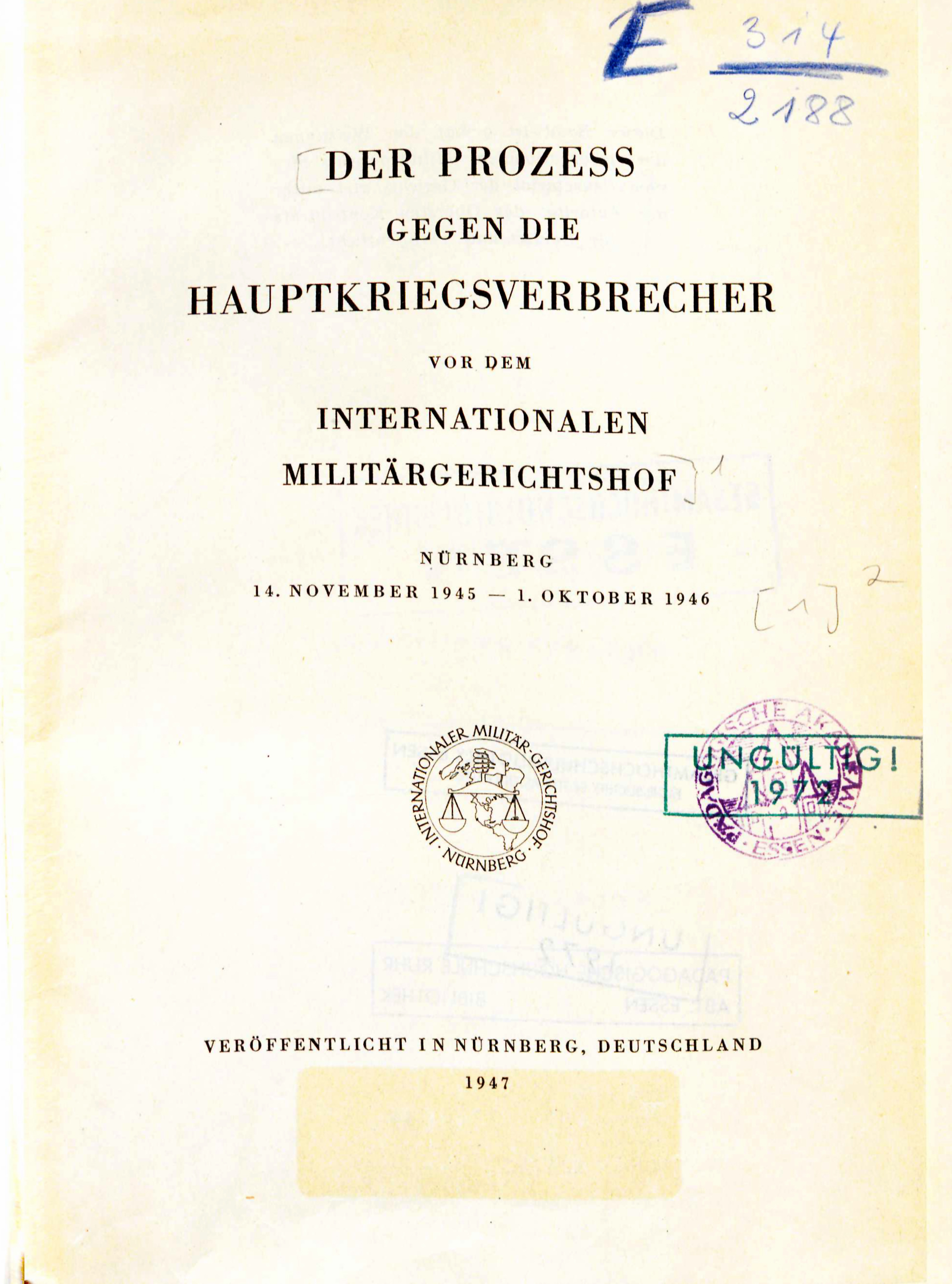
Deutsche Fassung, Band 1 1947, mit Anklageschrift, Urteil und Strafausspruch

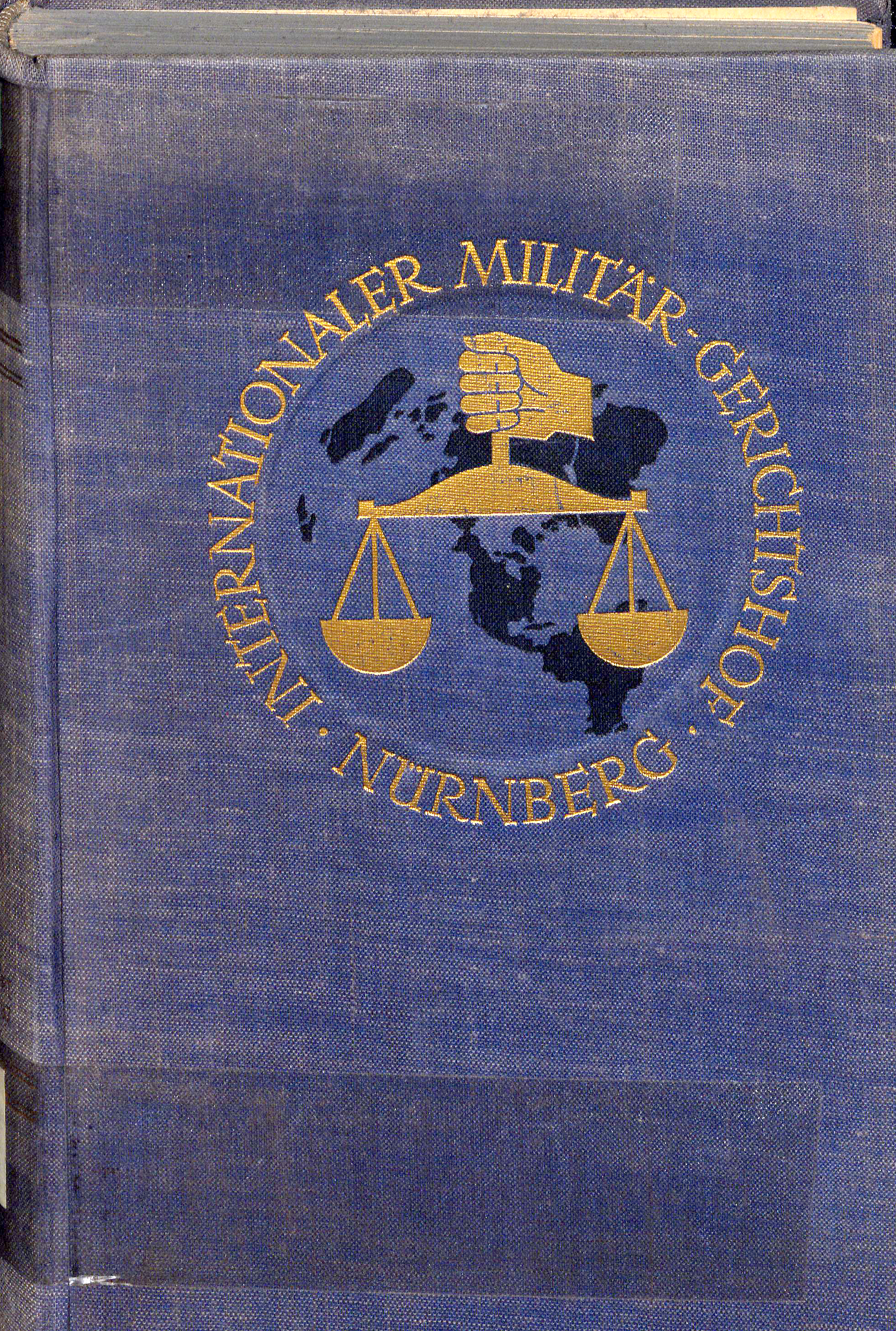
Dokumentenband 42, 1949

Der Internationale Militärgerichtshof (IMG), englisch: International Military Tribunal (IMT) war ein ad hoc errichteter Strafgerichtshof und wurde nach Ende des Zweiten Weltkriegs in Europa von den alliierten Siegermächten eingerichtet. Hauptsitz des Tribunals war Berlin, das Verfahren gegen die Hauptkriegsverbrecher fand ab dem Herbst 1945 in Nürnberg statt. Der IMG diente als Vorbild für den nach Ende des Pazifikkriegs am 19. Januar 1946 aufgrund der Charter of the International Military Tribunal for the Far East errichteten Internationalen Militärgerichtshof für den Fernen Osten.
Der Internationale Militärgerichtshof ist rechtshistorischer Vorläufer der Ad-hoc-Strafgerichtshöfe für das ehemalige Jugoslawien und für Ruanda sowie des 1998 geschaffenen ständigen Internationalen Strafgerichtshofs in Den Haag. Seine Errichtung gilt als Geburtsstunde des Völkerstrafrechts.

## Hintergrund
Bereits während des Zweiten Weltkrieges beschlossen die Alliierten der Anti-Hitler-Koalition, die hauptverantwortlichen Nationalsozialisten im Deutschen Reich vor Gericht zu stellen. Bei der Konferenz von San Francisco wurde Anfang Mai 1945 der Vorschlag unterbreitet, die namentlich noch nicht benannten Hauptkriegsverbrecher vor ein internationales Militärgericht der vier Hauptsiegermächte zu stellen. Nach der Deutschen Kapitulation vom 7. bis 9. Mai 1945 beschlossen die Siegermächte USA, UdSSR, Großbritannien und Frankreich bei der Londoner Konferenz am 8. August 1945 die Errichtung eines Internationalen Militärtribunals.
Zum ersten Mal in der Geschichte entstand ein internationales Gericht, das Verletzungen des Völkerrechts ahndete. Im Justizpalast Nürnberg fand vom 20. November 1945 bis zum 1. Oktober 1946 der Nürnberger Prozess gegen die Hauptkriegsverbrecher statt.
Die Verfassung (Londoner Statut) des IMT, Artikel 1, beginnt mit:

„In Ausführung des Abkommens vom 8. August 1945 zwischen der Regierung des Vereinigten Königreiches von Großbritannien und Nordirland, der Regierung der Französischen Republik und der Regierung der Union der Sozialistischen Sowjet-Republiken soll ein Internationaler Militärgerichtshof zwecks gerechter und schneller Aburteilung und Bestrafung der Hauptkriegsverbrecher der europäischen Achse gebildet werden.“

Für folgende Handlungen war das IMT zuständig:
- Verbrechen gegen den Frieden
- Kriegsverbrechen
- Verbrechen gegen die Menschlichkeit

Die Urteile waren gemäß Artikel 26 des Statuts „endgültig und nicht anfechtbar“.

## Richter
- Für Großbritannien: Geoffrey Lawrence, 1. Baron Oaksey, er war Vorsitzender des IMT. Sein Stellvertreter war Norman Birkett, 1. Baron Birkett.
- Für Frankreich: Henri Donnedieu de Vabres, Stellvertreter war Robert Falco.
- Für die UdSSR: Iona Timofejewitsch Nikittschenko, stellvertretend Alexander Fjodorowitsch Woltschkow.
- Für die USA: Francis Biddle und stellvertretend John Johnston Parker.

## Hauptankläger
- Für Großbritannien: Sir Hartley Shawcross
- Für Frankreich: François de Menthon, später: Auguste Champetier de Ribes.
- Für die UdSSR: Roman A. Rudenko
- Für die USA: Robert H. Jackson

## Dokumente

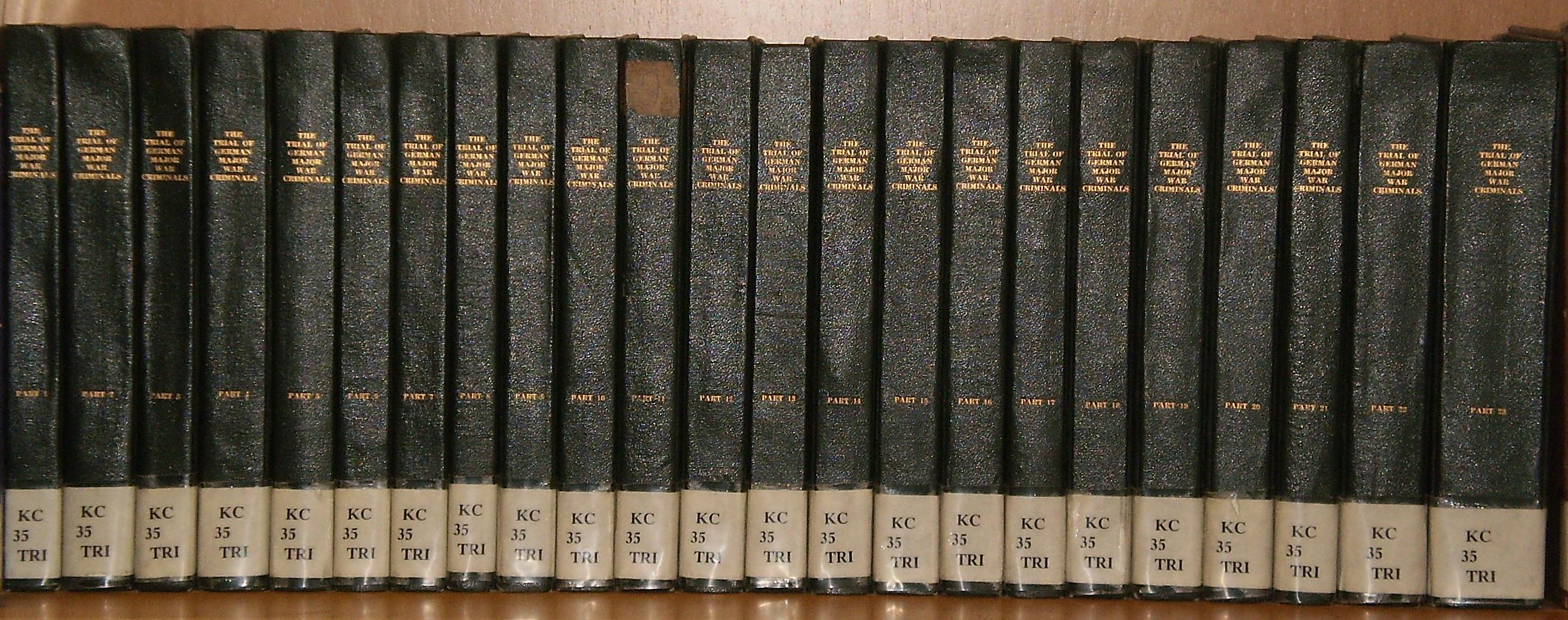
Band 1 bis Band 23, in englischer Sprache

- Internationaler Militärgerichtshof Nürnberg: Der Prozess gegen die Hauptkriegsverbrecher Band 1–20. Verhandlungs-Niederschriften. Nürnberg 1947 (Digitalisat)